# Clio (Alabama)
Clio város az USA Alabama államában, Barbour megyében. Lakosainak száma 1220 fő (2020. április 1.).

## Népesség
A település népességének változása:

| 2010 | 1 399 |
| 2020 | 1 220 |